# Miguel Hernandez (peintre)
Miguel Hernandez, né le 1er mars 1893 à Collado del Mirón près d'Ávila et mort le 5 janvier 1957 à Paris 10e, est un peintre d'art brut espagnol.

## Biographie
D'origine paysanne, Miguel Hernandez travaille dans les champs dès l’âge de 10 ans. À 19 ans, il part au Brésil où il est ouvrier dans une hacienda de Sao Paulo. Il voyage ensuite en Amérique latine et exerce différents métiers, vendeur de céréales, pâtissier, homme de confiance d’une comtesse, avant de s’installer à Rio comme cuisinier où il commence à militer dans un petit groupe de révolutionnaires. De retour en Europe à 30 ans, il collabore à une revue anarchiste à Lisbonne, est arrêté, puis rentre en Espagne. Il y effectue son service militaire et est envoyé au Maroc pendant 18 mois. Après sa libération, il s’installe à Madrid et milite contre la dictature de Primo de Rivera et le stalinisme. Il commence alors à dessiner. En 1930, il est trésorier du Comité pour l’Amnistie et membre du groupe Los Intransigentes de la Fédération anarchiste ibérique. À partir de 1931, il participe aussi à la publication de l’hebdomadaire El Libertario et des Ediciones Libertarias. Engagé dans la guerre d’Espagne dans l'armée républicaine, il se marie en 1938 avant de se réfugier en France avec sa femme à la victoire des Franquistes. Internés dans un camp de réfugiés, il la renvoie en Espagne et ne la reverra jamais. Après un an passé à Toulouse, il s’installe à Paris, à Belleville, en 1945, où il devient l'administrateur du journal España Libre. C'est à cette époque qu'il commence à peindre. En 1948, sa première exposition est organisée au Foyer de l'Art Brut de la galerie René Drouin.